# Mark Foggo’s Skasters
Mark Foggo’s Skasters ist eine 1987 gegründete Ska-Band aus Liverpool/Amsterdam.
Die Band ist seit Ende der 1980er Jahre ein fester Bestandteil der europäischen Skaszene und wird regelmäßig in einem Atemzug mit Szenegrößen wie The Hotknives (GB), Mr. Review (NL) und The Toasters (USA) genannt. Mark Foggo’s Skasters haben zahlreiche Alben veröffentlicht, den eigentlichen Reiz der Band machen jedoch die Konzertauftritte und Bühnenshows aus.

## Musikstil
Die Musik zeichnet sich durch einen schnellen, sehr tanzbaren Stil aus. Sänger Mark Foggo ist für sein besonderes Showtalent und seinen glotzenden Blick bekannt. Bei den Bühnenshows übernimmt er zusätzlich die Rolle des Entertainers und Einheizers.

## Bandgeschichte

### Anfänge in Amsterdam
Im Jahr 1979 zog Mark Foggo (* 1950, Liverpool) von London nach Amsterdam, wo er die Skaband Mark Foggo & the Secret Meeting gründete. Als erste Veröffentlichung erschien die Lowbudget-Single New Shoes, die in den Niederlanden ein großer Erfolg wurde. Daraufhin wurde die Band von Polydor unter Vertrag genommen. Es folgten mehrere Neuauflagen der Erfolgssingle und das Debütalbum Speeding My Life Away sowie ausgedehnte Tourneen durch Europa. Im Jahr 1983 erschien A State of Mind (Boni Records) offiziell als Soloalbum. Der Erfolg der Platte erregte die Aufmerksamkeit von EMI Records. Zwei Jahre später erschien die LP Weapons and Guitars, die aufgrund musikalischer Vorgaben durch EMI eher im Rockbereich angesiedelt ist.

### Gründung derSkastersund Wechsel des Labels
Nach Vertragsende wechselte die Band zum britischen Label Skank Records. Im Jahre 1989 kam das Album Ska Pig unter dem neuen Bandnamen Mark Foggo’s Skasters heraus, mit dem wieder an frühere Erfolge angeknüpft werden konnte. Seitdem tourt die Band wieder regelmäßig durch ganz Europa, insbesondere durch Deutschland, Frankreich, Tschechien, Schweiz, Österreich, Belgien und die Niederlande. Auf der Ska-Pig-Tour wurde das erste Live-Album Captain Skarlet (1991, Skank Records) aufgenommen. Für Couldn't Play Ska wechselte die Band 1993 zu Universe Records, wo im Jahr darauf noch das zweite Livealbum Lucky to be Alive (1994, Universe) erschien. Danach gründete Mark Foggo sein eigenes Independentlabel Skanky’Lil Records, unter dem fortan alle neuen Skasters-Alben und zahlreiche Re-Releases der vergriffenen älteren Alben erschienen. Im Jahre 2000 gründete Mark Foggo zusammen mit Musikern von Mr. Review und anderen niederländischen Skabands die Babyshakers, eine stark am Rockabilly und Rock ’n’ Roll orientierte Skaband. Es folgte eine ausgedehnte Gemeinschaftstournee unter dem Namen Dutch-Ska Explosion, auf der neben Mr. Review, Mark Foggo’s Skasters und The Babyshakers auch The Beatbusters auftraten, eine ebenfalls zum Teil aus Skasters- und Mr. Review-Musikern bestehende Band. Im Jahr 2001 erschien ein Best-of-Album (CD Skanky’Lil, LP V.O.R./Grover) und in den darauf folgenden Jahren neben zahlreichen Konzerten die drei Studioalben The Missionaries of Ska (2002), You Shot Me (2005) und It's Only a Game (2006). Im Jahr 2006 gab der langjährige Skasters-Gitarrist Gerben Mr. Fish Rienk Visser bekannt, sich zukünftig voll der zusammen mit Bob van Houten (Rude Rich and the High Notes) gegründeten Ska-Jazzband Skaguitar zu widmen. Mittlerweile ist er allerdings auch wieder regelmäßig für Mark Foggo’s Skasters aktiv (Stand 2010). Ebenfalls im Jahr 2006 erfolgte die zweite Japan-Tour, gleichzeitig erschien für den japanischen Markt das Best-of-Album Hello Ska People (2006, Phantom). Nach über 20 Jahren gab es 2010 mit Mad (V2 Records) wieder eine Neuveröffentlichung auf einem Majorlabel. Obwohl einige Platten als Solo-Alben unter dem Namen Mark Foggo veröffentlicht wurden, ist sowohl bei den Konzerten als auch im Studio meist die normale Besetzung der Skasters aktiv. Seit dem Anfang der 1980er Jahre hat sich die Besetzung der Skasters mehrfach geändert. Von den Gründungsmitgliedern sind heute nur noch Mark Foggo als Namensgeber und der Saxofonist Paul Berding dabei. Berding ist neben seinem Engagement für die Skasters auch für andere Ska- und Jazz-Bands aktiv. Für das 2011 erschienene Mr. Review-Album XXV etwa hat er das Baritonsaxofon eingespielt. Bei Konzerten ergänzen die Skasters-Musiker regelmäßig das Line Up anderer Skabands wie The Toasters oder Mr. Review, im Gegenzug wird das Line Up der Skasters häufig durch Gastmusiker aus anderen Bands ergänzt. Seit 2010 spielte Mark Foggo mehrere Konzerte mit der deutschen Skaband Babayaga als Backing Band. Im Herbst 2011 folgte eine Konzertserie zusammen mit The Hotknives (UK), gespielt wird ein gemischtes Set aus Songs beider Bands.

## Diskografie

### Mark Foggo & the Secret Meeting
- 1980: Speeding my Life away (Polydor)

### Mark Foggo Solo
- 1984: State of Mind (Boni)
- 1985: Weapons and Guitars (EMI)

### Mark Foggo’s Skasters
- 1989: Ska Pig (Skank)
- 1990: Captain Skarlet - Live (Skank)
- 1992: Couldn’t Play Ska (Universe)
- 1993: Ska Pig (Universe)
- 1994: Lucky to be alive - Live (Universe)
- 1995: Haircut (Skanky’ Lil Records)
- 1998: St. Valentinesday Massacre (Skanky’ Lil Records)
- 2001: Best Of Mark Foggo (CD Skanky’ Lil Records; LP V.O.R./Grover)
- 2002: The Missionaries of Ska (Skanky’ Lil Records)
- 2003: Shake the Baby (Skanky’ Lil Records)
- 2005: You shot me (Skanky’ Lil Records)
- 2006: Hello Ska People (Phantom, Japan Release)
- 2006: It’s only a game (Skanky´Lil Records)
- 2010: The Day I Met Muhammad Ali (Single - V2 Records)
- 2010: Mad (V2 Records)